# Prionispa himalayensis
Prionispa himalayensis es una especie de insecto coleóptero de la familia Chrysomelidae.
Fue descrita científicamente en 1915 por Maulik.